# Grand Prix Belgie 1999
 LVII Foster's Grand Prix de Belgique
- 29. srpen 1999
- Okruh Spa-Francorchamps
- 44 kol x 6,968 km = 306,592 km
- 642. Grand Prix
- 6. vítězství David Coulthard
- 122. vítězství pro McLaren

## Výsledky
| Pozice | Jezdec                | Vůz            | Čas         |
| ------ | --------------------- | -------------- | ----------- |
| 1      | David Coulthard       | McLaren MP4/14 | 1:25'43.057 |
| 2      | Mika Häkkinen         | McLaren MP4/14 | á 0:10,469  |
| 3      | Heinz-Harald Frentzen | Jordan 199     | á 0:33,433  |
| 4      | Eddie Irvine          | Ferrari F399   | á 0:44,948  |
| 5      | Ralf Schumacher       | Williams FW21  | á 0:48,067  |
| 6      | Damon Hill            | Jordan 199     | á 0:54,916  |
| 7      | Mika Salo             | Ferrari F399   | á 0:56,249  |
| 8      | Alessandro Zanardi    | Williams FW21  | á 1:07,022  |
| 9      | Jean Alesi            | Sauber C18     | á 1:13,848  |
| 10     | Rubens Barrichello    | Stewart SF3    | á 1:20,742  |
| 11     | Giancarlo Fisichella  | Benetton B199  | á 1:32,195  |
| 12     | Jarno Trulli          | Prost AP02     | á 1:36,154  |
| 13     | Olivier Panis         | Prost AP02     | á 1:41,543  |
| 14     | Alexander Wurz        | Benetton B199  | á 1:57,745  |
| 15     | Jacques Villeneuve    | BAR 001        | á 1 kolo    |
| 16     | Marc Gene             | Minardi M01    | á 1 kolo    |
| Kolo   | Odstoupili            | -              | -           |
| 35     | Pedro de la Rosa      | Arrows FA20    | Rozvody     |
| 33     | Luca Badoer           | Minardi M01    | Suspenzor   |
| 33     | Riccardo Zonta        | BAR 001        | Převodovka  |
| 27     | Johnny Herbert        | Stewart SF3    | Brzdy       |
| 19     | Pedro Diniz           | Sauber C18     | Mimo trať   |
| 0      | Toranosuke Takagi     | Arrows FA20    | Spojka      |

### Nejrychlejší kolo
- Mika Häkkinen McLaren 1'53955

### Vedení v závodě
- 1-44 kolo David Coulthard

### Postavení na startu
| 1. řada  | 1                                      | 2                                    |
|          | Mika Häkkinen McLaren 1'50.329         | David Coulthard McLaren 1'50.484     |
| 2. řada  | 3                                      | 4                                    |
|          | Heinz-Harald Frentzen Jordan 1'51.332  | Damon Hill Jordan 1'51.372           |
| 3. řada  | 5                                      | 6                                    |
|          | Ralf Schumacher Williams 1'51.414      | Eddie Irvine Ferrari 1'51.895        |
| 4. řada  | 7                                      | 8                                    |
|          | Rubens Barrichello Stewart 1'51.974    | Alessandro Zanardi Williams 1'52.014 |
| 5. řada  | 9                                      | 10                                   |
|          | Mika Salo Ferrari 1'52.124             | Johnny Herbert Stewart 1'52.164      |
| 6. řada  | 11                                     | 12                                   |
|          | Jacques Villeneuve BAR 1'52.235        | Jarno Trulli Prost 1'52.644          |
| 7. řada  | 13                                     | 14                                   |
|          | Giancarlo Fisichella Benetton 1'52.762 | Riccardo Zonta BAR 1'52.840          |
| 8. řada  | 15                                     | 16                                   |
|          | Alexander Wurz Benetton 1'52.847       | Jean Alesi Sauber 1'52.921           |
| 9. řada  | 17                                     | 18                                   |
|          | Olivier Panis Prost 1'53.148           | Pedro Diniz Sauber 1'53.778          |
| 10. řada | 19                                     | 20                                   |
|          | Toranosuke Takagi Arrows 1'54.099      | Luca Badoer Minardi 1'54.197         |
| 11. řada | 21                                     | 22                                   |
|          | Marc Gene Minardi 1'54.557             | Pedro de la Rosa Arrows 1'54.579     |
| -------- | -------------------------------------- | ------------------------------------ |

### Zajímavosti
- 20 pole positions pro Miku Häkkinena
- 25 pole positions pro pneumatik Bridgestone
- 75 GP pro Miku Sala

| Pole position  | Vítězství          | Nejrychlejší kolo |
| Finsko         | Spojené království | Finsko            |
| Mika Häkkinen  | David Coulthard    | Mika Häkkinen     |
| McLaren MP4/14 | McLaren MP4/14     | McLaren MP4/14    |
| 1'50.329       | 1:25'43.057        | 1'53.955          |
| 227,364 km/h   | 214,606 km/h       | 220,129 km/h      |
| -------------- | ------------------ | ----------------- |

### Stav MS
- Zelená - vzestup
- Červená - pokles

| *  | Jezdec                | Body |
| -- | --------------------- | ---- |
| 1  | Mika Häkkinen         | 60   |
| 3  | Eddie Irvine          | 59   |
| 4  | David Coulthard       | 46   |
| 4  | Heinz-Harald Frentzen | 40   |
| 5  | Michael Schumacher    | 32   |
| 6  | Ralf Schumacher       | 24   |
| 7  | Giancarlo Fisichella  | 13   |
| 8  | Rubens Barrichello    | 12   |
| 9  | Damon Hill            | 7    |
| 10 | Mika Salo             | 6    |
| 11 | Alexander Wurz        | 3    |
| 12 | Pedro Diniz           | 3    |
| 13 | Johnny Herbert        | 2    |
| 14 | Olivier Panis         | 2    |
| 15 | Pedro de la Rosa      | 1    |
| 16 | Jean Alesi            | 1    |
| 17 | Jarno Trulli          | 1    |

| * | Vozy     | Body |
| - | -------- | ---- |
| 1 | McLaren  | 106  |
| 2 | Ferrari  | 97   |
| 3 | Jordan   | 47   |
| 4 | Williams | 24   |
| 5 | Benetton | 16   |
| 6 | Stewart  | 14   |
| 7 | Sauber   | 4    |
| 8 | Prost    | 3    |
| 9 | Arrows   | 1    |

| * | Jezdec         | Body |
| - | -------------- | ---- |
| 1 | Velká Británie | 114  |
| 2 | Německo        | 96   |
| 3 | Finsko         | 66   |
| 4 | Brazílie       | 15   |
| 5 | Itálie         | 14   |
| 6 | Rakousko       | 3    |
| 7 | Francie        | 3    |
| 8 | Španělsko      | 1    |